# Limes Tripolitanus
Limes Tripolitanus je naziv za sustav utvrda Rimskog Carstva na njegovoj južnoj granici na područjima današnjeg Tunisa i sjeverozapadne Libije. Naziv je dobio prije svega zato što mu je glavna svrha bila zaštita tripolitanskih gradova Leptis Magna, Sabratha i Oea.
Rimljani su izgradnju Limesa otpočeli u 1. stoljeću nastojeći suzbiti prijetnju nomadskih Garamanta iz područja današnjeg Fezzana, a čiji je posljednji pohod na obalu zabilježen godine 69. Rimljani Garamante nisu nastojali pokoriti vojnom silom, nego ih "zavesti" blagodatima svoje civilizacije i mirne trgovine. Ta je politika uglavnom davala plodove, ali su se utvrđenja ipak nastavila graditi, pogotovo za cara Hadrijana. Limes je svoj vrhunac dobio nakon što je između 197. i 201. pod vladavinom Septimija Severa Legio III Augusta pod Kvintom Anicijem Faustom prodrla duboko na jug i uspostavila nova utvrđenja u pustinjskim oazama. 
Sustav se održao do cara Dioklecijana, koji je obranu granice povjerio Limitaneiima, ili vojnicima-seljacima. Poslije su ga preuzeli bizantski vladari, a dijelom se održao i nakon arapskog osvajanja.

## Vanjske poveznice
- Detailed map showing the "Limes Tripolitanus" in border Tunisia-Libya
- Livius.org: Limes Tripolitanus  Arhivirana inačica izvorne stranice od 7. veljače 2007. (Wayback Machine)
- Livius.org: Libya - Includes section with photos of the Limes Tripolitanus
- "Centenaria" at Suq al-Awty